# Bíblia da Rainha Sofia

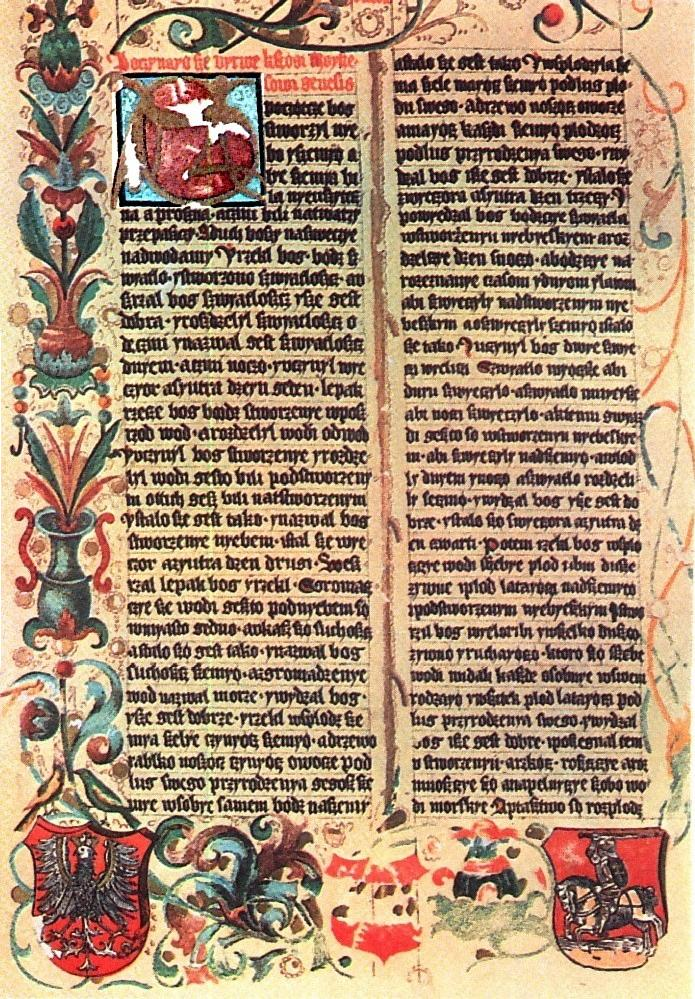
Uma página da Bíblia da Rainha Sofia

A Bíblia da Rainha Sophia (ou Bíblia da Rainha Sophia, em polonês/polaco:  Biblia królowej Zofii, também Sárospatak Bible, Biblia Szaroszp (a) otacka) é a tradução mais antiga do Antigo Testamento para a língua polonesa e a primeira tradução completa da Bíblia para o polonês.  A obra é vista como um marco significativo na história da língua polonesa,  e o exemplo mais extenso da antiga língua polonesa medieval.
A Bíblia foi encomendada por Sofia de Halshany, esposa do rei polonês Ladislau II.  A Rainha Sofia não sabia latim e desejou uma Bíblia que ela pudesse ler.  A tradução começou em 1433 e cessou em 1455; a obra não foi totalmente concluída (algumas ilustrações foram concluídas apenas dois séculos depois). O principal autor da tradução foi o capelão da rainha, Andrzej z Jaszowic.
Uma cópia da Bíblia foi mantida pela biblioteca em Sárospatak na Hungria  pelo menos 1708; daí o outro nome para este livro.  A Bíblia era composta por dois fólios de pergaminho totalizando 470 páginas. Apenas 185 páginas do primeiro fólio sobreviveram ao século XIX, já que o segundo havia sido destruído para fornecer encadernação para outros livros.  O primeiro volume também foi perdido (supostamente destruído) durante a Primeira Guerra Mundial, mas Ludwik Bernacki publicou uma edição fac-símile em 1930.  Várias páginas foram recuperadas durante o período entreguerras, mas a maioria foi perdida durante a Segunda Guerra Mundial. Hoje, restam apenas duas páginas e meia: duas na Universidade de Breslávia e meia página na Biblioteca Nacional da Chéquia em Praga.
O texto da Bíblia é conhecido por meio de reproduções. A primeira edição impressa completa da obra foi em 1871, por meio do esforço de Antoni Małecki.